# Katajajärvi (sjö i Lappland)
Katajajärvi är en sjö i Finland. Den ligger i kommunen Sodankylä i landskapet Lappland, i den norra delen av landet, 800 km norr om huvudstaden Helsingfors. Katajajärvi ligger 213 meter över havet. Arean är 52,1 hektar och strandlinjen är 3,51 kilometer lång. Sjön  ingår i Kemi älvs huvudavrinningsområde. 